# Hispaniolek
Hispaniolek (Brotomys) – wymarły rodzaj ssaków z podrodziny pieczarowców (Heteropsomyinae) w obrębie rodziny kolczakowatych (Echimyidae).

## Zasięg występowania
Rodzaj obejmował gatunki występujące na Haiti.

## Systematyka
Rodzaj zdefiniował w 1916 roku amerykański botanik i zoolog Gerrit Smith Miller na łamach Smithsonian Miscellaneous Collection. Na gatunek typowy Miller wyznaczył (oryginalne oznaczenie) hispaniolka jadalnego (B. voratus).

### Etymologia
Brotomys: gr. βρωτεος brōteos ‘jadalny’; μυς mus, μυος muos ‘mysz’.

### Podział systematyczny
Do rodzaju należały następujące gatunki:
- Brotomys contractus G.S. Miller, 1929 – hispaniolok jaskiniowy
- Brotomys voratus G.S. Miller, 1916 – hispaniolek jadalny